# Liste der Kandidaten des Politbüros des ZK der SED
Vorgänger des Politbüros des Zentralkomitees war das Politbüro des Parteivorstandes der SED, dem als Kandidaten Anton Ackermann, Karl Steinhoff (beide seit 24. Januar 1949), Heinrich Rau (seit 20. Juli 1949) und Wilhelm Zaisser (seit 14. März 1950) angehörten. 
Liste der Kandidaten des Politbüros des ZK der SED, chronologisch nach erster Wahl. (†) markiert im Amt verstorbene Politbürokandidaten.
Gewählt auf der 1. Tagung des ZK nach dem III. Parteitag der SED (25. Juli 1950):
- Anton Ackermann, bis 26. Juli 1953
- Rudolf Herrnstadt, bis 26. Juli 1953
- Erich Honecker, bis 16. Juli 1958 (anschließend Vollmitglied)
- Hans Jendretzky, bis 26. Juli 1953
- Erich Mückenberger, bis 16. Juli 1958 (anschließend Vollmitglied)
- Elli Schmidt, bis 26. Juli 1953

Erstmals gewählt auf der 1. Tagung des ZK nach dem IV. Parteitag der SED (26. Juli 1953):
- Bruno Leuschner, bis 16. Juli 1958 (anschließend Vollmitglied)
- Herbert Warnke, bis 16. Juli 1958 (anschließend Vollmitglied)

Erstmals gewählt auf der 19. Tagung des ZK nach dem IV. Parteitag der SED (7. April 1954):
- Alfred Neumann, bis 3. Februar 1958 (anschließend Vollmitglied)

Erstmals gewählt auf der 1. Tagung des ZK nach dem V. Parteitag der SED (16. Juli 1958):
- Edith Baumann, bis 21. Januar 1963
- Luise Ermisch, bis 21. Januar 1963
- Paul Fröhlich, bis 21. Januar 1963 (anschließend Vollmitglied)
- Kurt Hager, bis 21. Januar 1963 (anschließend Vollmitglied)
- Alfred Kurella, bis 21. Januar 1963
- Karl Mewis, bis 21. Januar 1963
- Alois Pisnik, bis 21. Januar 1963
- Paul Verner, bis 21. Januar 1963 (anschließend Vollmitglied)

Erstmals gewählt auf der 7. Tagung des ZK nach dem V. Parteitag der SED (10. Dezember 1959):
- Gerhard Grüneberg, bis 15. September 1966 (anschließend Vollmitglied)

Erstmals gewählt auf der 13. Tagung des ZK nach dem V. Parteitag der SED (3. Juli 1961):
- Erich Apel, bis 3. Dezember 1965 (†)

Erstmals gewählt auf der 1. Tagung des ZK nach dem VI. Parteitag der SED (21. Januar 1963):
- Hermann Axen, bis 11. Dezember 1970 (anschließend Vollmitglied)
- Karl-Heinz Bartsch, bis 9. Februar 1963
- Georg Ewald, bis 14. September 1973 (†)
- Werner Jarowinsky, bis 24. Mai 1984 (anschließend Vollmitglied)
- Günter Mittag, bis 15. September 1966 (anschließend Vollmitglied)
- Margarete Müller, bis 3. Dezember 1989
- Horst Sindermann, bis 22. April 1967 (anschließend Vollmitglied)

Erstmals gewählt auf der 1. Tagung des ZK nach dem VII. Parteitag der SED (22. April 1967):
- Walter Halbritter, bis 2. Oktober 1973
- Günther Kleiber, bis 24. Mai 1984 (anschließend Vollmitglied)

Erstmals gewählt auf der 14. Tagung des ZK nach dem VII. Parteitag der SED (11. Dezember 1970):
- Werner Lamberz, bis 19. Juni 1971 (anschließend Vollmitglied)

Erstmals gewählt auf der 1. Tagung des ZK nach dem VIII. Parteitag der SED (19. Juni 1971):
- Erich Mielke, bis 22. Mai 1976 (anschließend Vollmitglied)
- Harry Tisch, bis 5. Juni 1975 (anschließend Vollmitglied)

Erstmals gewählt auf der 10. Tagung des ZK nach dem VIII. Parteitag der SED (2. Oktober 1973):
- Werner Felfe, bis 22. Mai 1976 (anschließend Vollmitglied)
- Joachim Herrmann, bis 25. Mai 1978 (anschließend Vollmitglied)
- Ingeburg Lange, bis 10. November 1989
- Konrad Naumann, bis 22. Mai 1976 (anschließend Vollmitglied)
- Gerhard Schürer, bis 8. November 1989 (anschließend Vollmitglied)

Erstmals gewählt auf der 1. Tagung des ZK nach dem IX. Parteitag der SED (22. Mai 1976):
- Horst Dohlus, bis 21. Mai 1980 (anschließend Vollmitglied)
- Egon Krenz, bis 24. November 1983 (anschließend Vollmitglied)
- Werner Walde, bis 10. November 1989

Erstmals gewählt auf der 1. Tagung des ZK nach dem X. Parteitag der SED (16. April 1981):
- Günter Schabowski, bis 24. Mai 1984 (anschließend Vollmitglied)

Erstmals gewählt auf der 11. Tagung des ZK nach dem X. Parteitag der SED (22. November 1985):
- Werner Eberlein, bis 21. April 1986 (anschließend Vollmitglied)
- Siegfried Lorenz, bis 21. April 1986 (anschließend Vollmitglied)
- Gerhard Müller, bis 8. November 1989

Erstmals gewählt auf der 10. Tagung des ZK nach dem XI. Parteitag der SED (8. November 1989):
- Johannes Chemnitzer, bis 10. November 1989
- Günter Sieber, bis 3. Dezember 1989
- Hans-Joachim Willerding, bis 3. Dezember 1989